# Majdan (przystanek kolejowy w obwodzie wołyńskim)
Majdan (ukr. Майдан) – przystanek kolejowy w miejscowości Majdan, w rejonie kamieńskim, w obwodzie wołyńskim, na Ukrainie. Położony jest na linii Sarny – Kowel.